# X Toolkit Intrinsics
X Toolkit Intrinsics は、X Window System で使われているライブラリである。Xt（X toolkit の略）とも呼ばれる。より正確には、低レベルな Xlib ライブラリを使い、ウィジェットを使った X Window System ソフトウェアを開発するための使い易い（オブジェクト指向的）APIを提供するライブラリである。C言語とC++向けの言語バインディングがある。
低レベルな Xlib ライブラリは X11サーバとのやり取りのための機能を提供するが、GUIで使われる各種オブジェクト（ボタン、メニューなど）を実装するための機能は全く提供しない。そのようなオブジェクトをウィジェットと呼ぶ。X Toolkit Intrinsics ライブラリは、ウィジェットを作成するのに必要な機能を提供するが、特定のウィジェットを提供するわけではない。特定のウィジェットの実装は、X Toolkit Intrinsics を使った上位のライブラリ（Xaw や Motif）でなされる。これをウィジェット・ツールキットと呼ぶ。
従って、X Toolkit Intrinsics を直接使って新たなウィジェットを作成することができる。一般にアプリケーションは様々なウィジェットを必要とするため、一部のウィジェットを X Toolkit Intrinsics を直接使って新たに作ったとしても、他のウィジェットは Xaw や Motif にある既存のものを使うのが普通である。
GTKやQtなど広く使われているウィジェット・ツールキットの多くは、X Toolkit Intrinsics を使用せず、XlibやXCBを直接使っている。